# Perciana taiwana
Perciana taiwana là một loài bướm đêm trong họ Erebidae.